# Ивановская (платформа)
Ива́новская — железнодорожная платформа Ленинградского отделения Октябрьской железной дороги. Расположена в городе Отрадное Кировского района Ленинградской области. Названа по селу Ивановское, административно присоединённому к Отрадному в 1970 году.
Находится в 33 км от Московского вокзала на перегоне Сапёрная — Пелла, линии Санкт-Петербург — Волховстрой.
На станции две платформы, позволяющие принимать электропоезда длиной в 12 вагонов, есть билетная касса.

## Фотографии

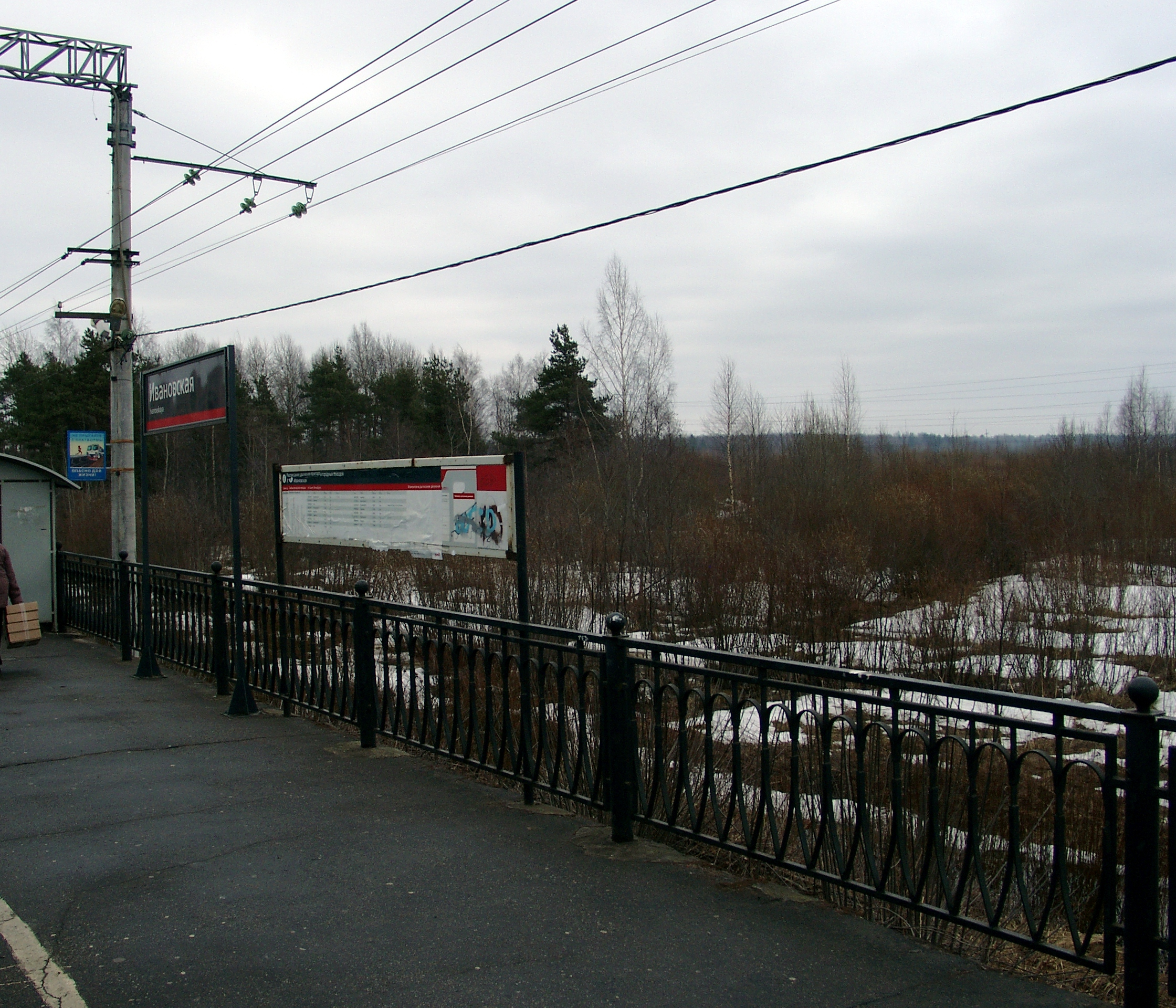
Платформа для электропоездов от Санкт-Петербурга
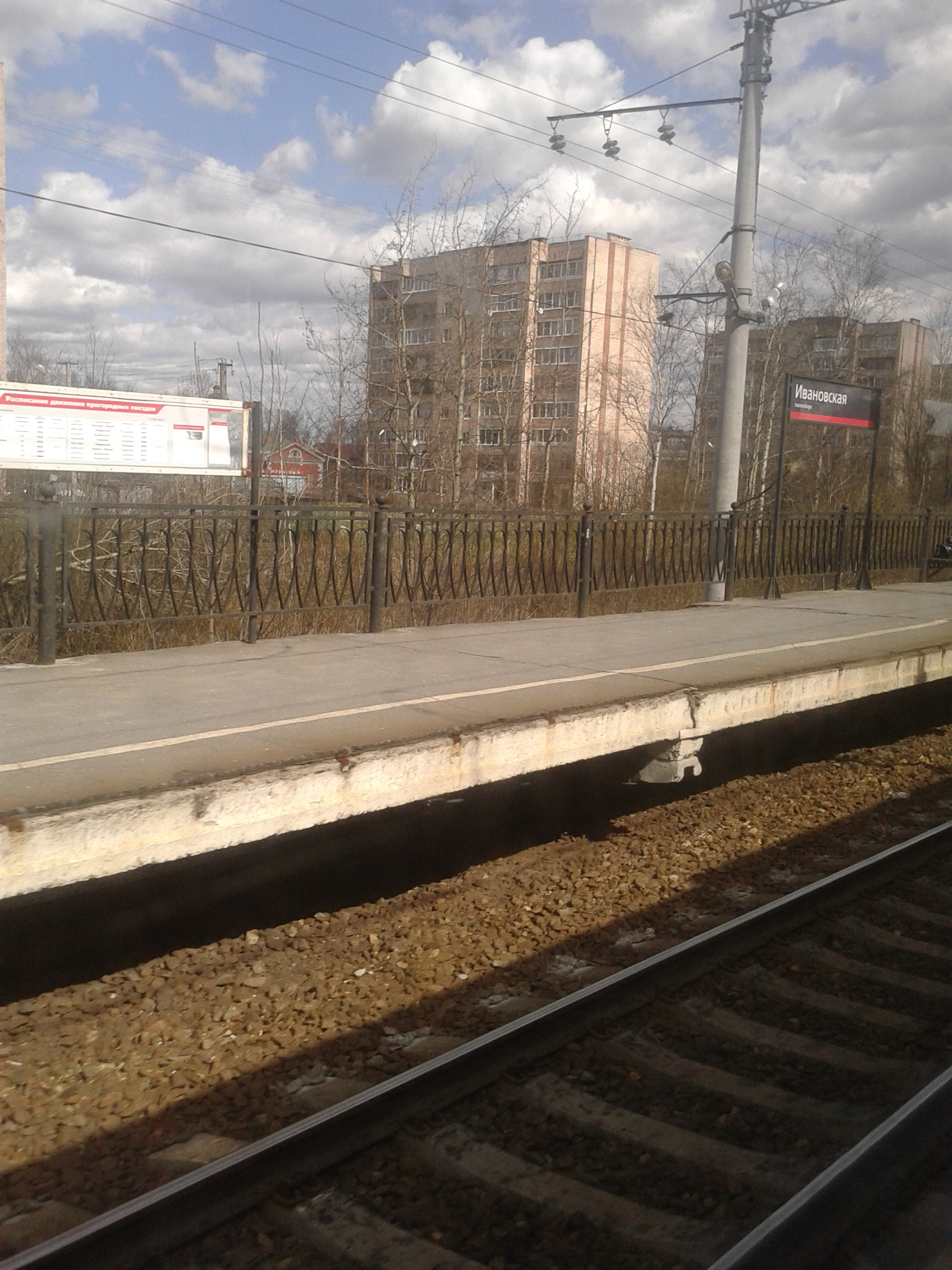
Платформа для электропоездов на Санкт-Петербург

### Расписание электропоездов
- Расписание пригородных поездов. Яндекс.Расписания.
- Расписание электропоездов на сайте tutu.ru